# Sharon Lawrence
Sharon Lawrence (Charlotte, Carolina do Norte, 29 de junho de 1961) é uma atriz americana. Atualmente faz o papel da Dr. Hope Martin, mãe de Maura Isles na série Rizzoli & Isles.